# 世界画報

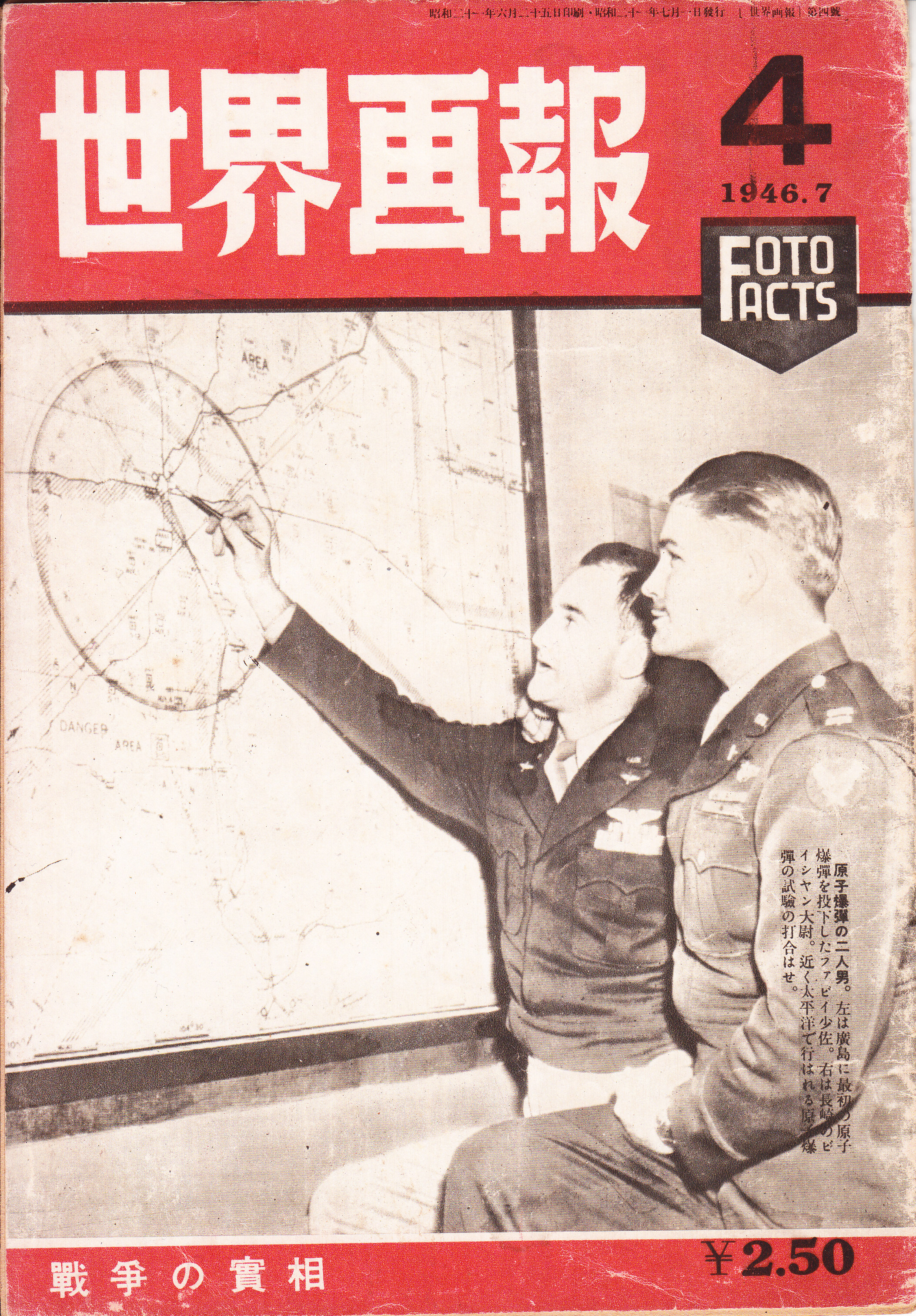
世界画報 第4号

世界画報（せかいがほう）は、世界画報社が1946年（昭和21年）から1950年（昭和25年）まで刊行していたグラフ誌である。
なお、同時代（1923年-1992年）に国際情報社より出版されていた同名の『世界画報』とは別の雑誌である。 

## 概要
1946年（昭和21年）1月創刊。1936年（昭和11年）創刊の雑誌『グラフィック』（1941年廃刊）を復活させたもので、西園寺公一の出資によって刊行された。編集者として、越壽雄、渡辺勉、木村亨、大谷トキが歴任、報道写真家としては田村茂らが関わった。
雑誌の表紙や構成はアメリカの写真雑誌『ライフ (雑誌)』を意識して作られた。写真を中心に戦争の真実を報道したほか、欧米の科学技術に関する特集記事を中心に掲載している。戦争中、戦争や政治のことを知らされていなかった大衆に、現実のことを知らせることを目的としており、過激な写真も多く掲載されている。1948年6月発行の第3巻第6号では、731部隊で知られる石井四郎をスクープしている。赤字続きで資金繰りが上手くいかなくなり廃刊に追い込まれた。